# كأس السوبر الألباني 1989
بطولة كأس السوبر الألباني 1989 هي النسخة الأولى من بطولة كأس السوبر الألباني ، لعب يوم 11 يناير 1990 في الاستاد الوطني بتيرانا ، بين فريق دينامو تيرانا الفائز بالدوري وفريق تيرانا الفائز بكأس ألبانيا. وقد انتهت المباراة بفوز دينامو تيرانا بالمباراة بنتيجة 2–0 ليحصد لقبه الأول في تاريخ البطولة.

## التفاصيل
| دينامو تيرانا                  | 2–0 | تيرانا |
| ------------------------------ | --- | ------ |
| أبازاي 4' · سليمان 84' (ركلة.) |     |        |

| الحكام المساعدون: شكيلزين تسييا بويار بيرجيا |